# Stefan Saxen
Stefan Saxen (* 1963 in Basel, Schweiz) ist ein schweizerisch-deutscher Bildhauer.

## Leben

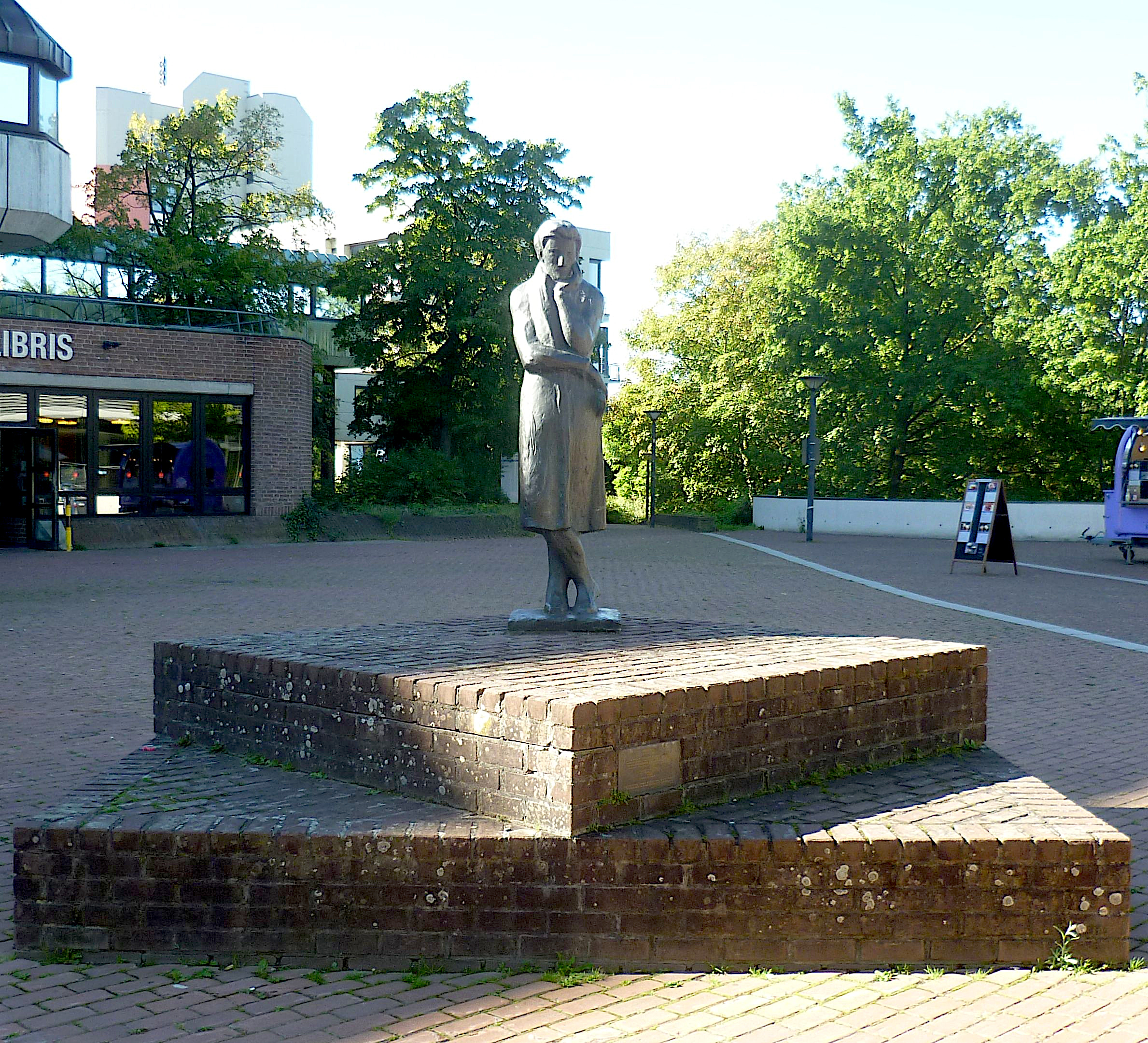
Heine-Statue auf dem Campus der Heinrich-Heine-Universität

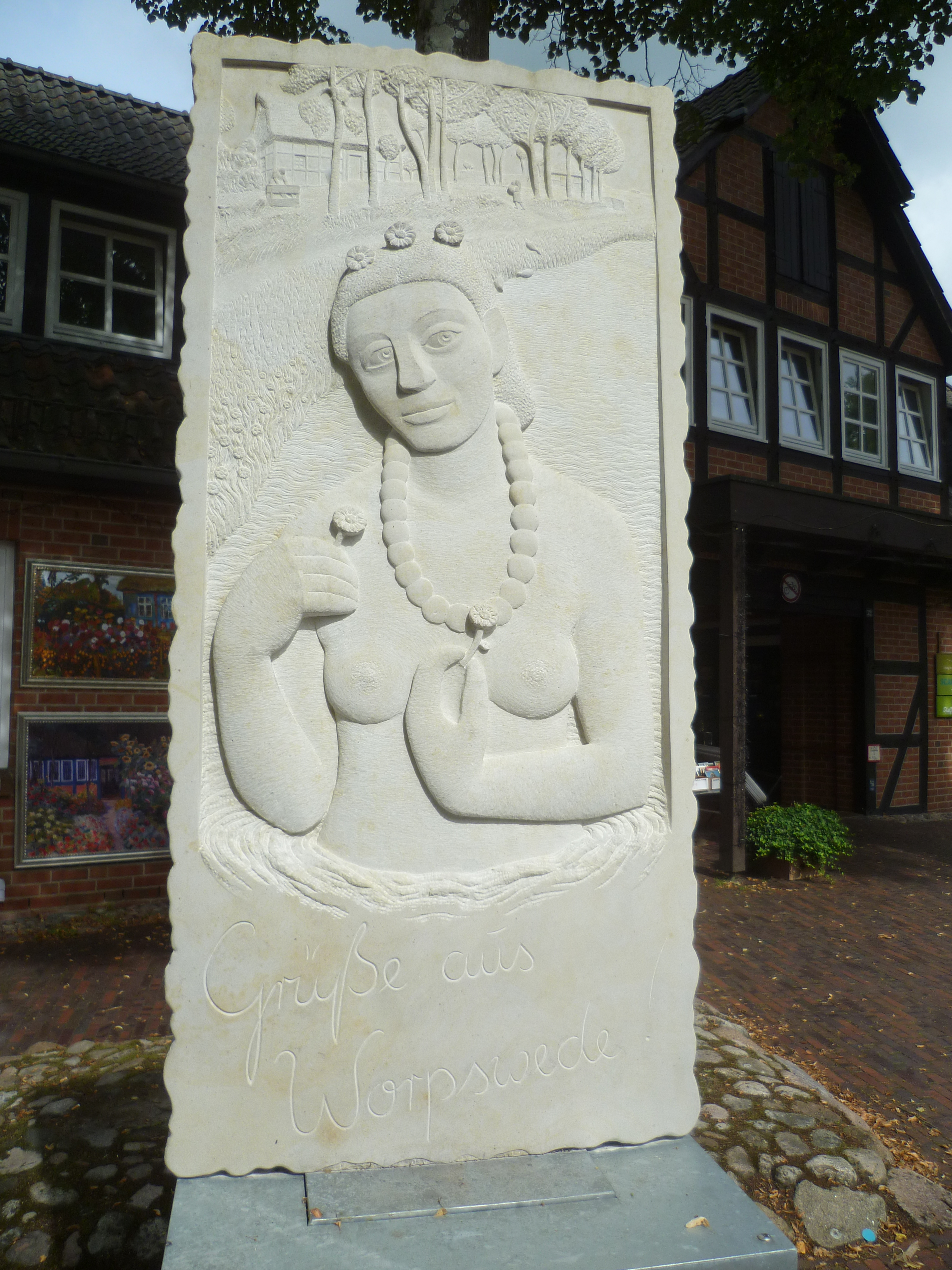
Relief (2023) nach einem Gemälde von Paula Modersohn-Becker

Stefan Saxen ist Sohn eines Balletttänzers und einer Balletttänzerin. Er wuchs in Trier auf und besuchte dort das Gymnasium. Nach dem Abitur machte er von 1983 bis 1986 in Trier eine Ausbildung als Steinmetz und arbeitete dabei unter anderem bei Restaurierungsarbeiten im antiken Pergamon in der Türkei mit. Anschließend studierte er Bildhauerei von 1988 bis 1990 an der Johannes Gutenberg-Universität in Mainz und von 1990 bis 1996 an der Hochschule für Künste (HKM) in Bremen, wo er Schüler von Waldemar Otto und Bernd Altenstein war. Während und nach seinem Studium hatte er 1993 und 1998 Arbeitsaufenthalte auf Naxos in Griechenland.
Anfang 1994 formte er im Auftrag der Kunstgießerei Schmäke das Gussmodell für die bronzene Heine-Statue vor der Universitätsbibliothek in Düsseldorf, nach dem  kleinen Originalentwurf von Hugo Lederer aus dem Nachlass von Friedrich Maase.
Seit 1994 gibt Saxen regelmäßig Bildhauerkurse in Bremen und Berlin – jeweils ab April in der Kulturwerkstatt Westend in Bremen-Walle sowie bei jeweils vierwöchigen Sommeraufenthalten an dem WerkHof Zehlendorf in Berlin-Zehlendorf.
Er nahm seit 1989 an verschiedenen Steinbildhauer- und Bildhauersymposien in Deutschland und Österreich teil und hatte in Deutschland seit 2003 zahlreiche Ausstellungsbeteiligungen sowie mehrere Einzelausstellungen.
Saxen schafft vor allem Skulpturen aus Sandstein und Marmor, seine Steinbildhauerei ist figürlich und hat die Darstellung des Menschen zum Thema. Dabei befasst er sich neben ganzen Figuren auch mit Teilaspekten wie Torso, Kopf, Porträt, Büste und vorzugsweise dem Relief. Seine Vorbilder sind nach eigenen Angaben die klassische Bildhauerei Griechenlands und die Bildhauerei der italienischen Renaissance.
Stefan Saxen lebt und arbeitet in Bremen.

## Werke (Auswahl)
- 1991: Kopfstelen I, II, III, IV, Sandstein, Holz[6]
- 1992: Sinnlose Bewegung, Stein[6]
- Galathea, Sandstein (Figur)
- Salomé, Sandstein (Figur)
- Simonetta Vespucci, Sandstein (Kopf)
- Sleek, Sandstein (Torso)
- 2010: Die Dame mit dem rosa Umhang, Sandstein (Skulptur)
- Boxer in der Ecke (Holyfield), Sandstein (Relief, aus den Arbeiten zum Boxsport)
- Jones, Sandstein (Relief, aus den Arbeiten zum Boxsport)
- Valuev, Sandstein (Relief, aus den Arbeiten zum Boxsport)
- 2010: Mädchen im Wind, Sandstein (Kopf)

## Ausstellungen (Auswahl)
- 1991: Skulpturen im Park des St.-Jürgen-Krankenhauses, Gruppenausstellung, Skulpturen von Studierenden von Professor Altenstein (HKM) auf dem Gelände des ehemaligen Zentralkrankenhauses Sankt-Jürgen-Straße in Bremen (heute: Klinikum Bremen-Mitte)[6]
- 1992: Skulpturen Innen – Außen, Gruppenausstellung, Skulpturen und Objekte von Studierenden von Altenstein (HKM) in verschiedenen Klinikgebäuden und auf dem Gelände des ehemaligen Zentralkrankenhauses St.-Jürgen-Straße in Bremen[6]
- 2004: Die Bremer Bildhauerschule, Gruppenausstellung im Gerhard-Marcks-Haus in Bremen
- 2007: Zeig mir Deinen Freund, dann weiß ich wer Du bist, Gruppenausstellung in der Kulturkirche St. Stephani in Bremen (im gleichen Jahr auch im Konservatorium Georg Philipp Telemann in Magdeburg)
- 2010: Skulptur in Bissee, Freiland-Gruppenausstellung in Bissee
- 2010: Skulpturen von Stefan Saxen, Einzelausstellung, Sandsteinskulpturen in Große Kunstschau Worpswede[1][7]
- 2014: Lieblingsstücke, Gruppenausstellung, Skulpturen von Stefan Saxen und seinen Schülern (aus Bremen und Berlin) in der Landesvertretung Bremen in Berlin